# 吉爾·麥克道高德
吉爾伯特·詹姆斯·麥克道高德（英語：Gilbert James McDougald，1928年5月19日—2010年11月28日），為美國職棒大聯盟1950年代紐約洋基隊的內野手。
麥克道高德的職業生涯雖然只有短短十年，不過他在其中5年入選明星賽。而他也拿下了5次世界大賽冠軍。他最有名的事蹟就是在1957年對決印地安人的比賽中，他敲出了一顆平飛球擊中投手Herb Score，差點造成Score雙眼全盲。

## 職業生涯
1948年春天，洋基隊簽下年僅20歲的麥克道高德。前三年他都待在小聯盟打拚。
1951年4月20日，麥克道高德登上大聯盟。該年5月3日，麥克道高德單局敲出一支三壘安打和一發滿貫砲，單局個人得到6分打點追平大聯盟紀錄。1951年世界大賽，麥克道高德在第5場敲出了滿貫砲，成為大聯盟史上第一位在世界大賽敲出滿貫砲的菜鳥球員。最後他以些微之差擊敗了Minnie Miñoso拿下該年的新人王。麥克道高德除了一壘之外，其他內野守位都可以防守。他生涯也入選了6次明星賽，並在其中4次完成出賽記錄。
1957年5月7日，麥克道高德在面對印地安人的比賽中，他敲出了一顆平飛球直擊投手Herb Score的臉部，導致Score該年賽季直接報銷，而且隔年賽季也缺席了不少比賽。賽後記者會上，麥克道高德也承諾：如果Score因此雙眼全盲的話，他願意永遠退出棒球界。所幸後來Score還是可以回到大聯盟繼續投球。其實在1955年時，麥克道高德就在一次打擊練習上被隊友Bob Cerv打中左耳。雖然當時他只缺席了幾場比賽，不過這也造成他後來聽力逐漸受損。
1958年，麥克道高德獲得了盧·賈里格紀念獎。1960年世界大賽，麥克道高德在9局上擔任代跑，並且跑回追平分。不過最後海盜在9局下靠著比爾·馬澤羅斯基的再見全壘打拿下世界大賽冠軍，這場比賽也是麥克道高德的最終戰。
1960年12月9日，麥克道高德宣布退休，並說他在世界大賽的時候就已經萌生退意。此時的他也才32歲而已。
麥克道高德在他的職棒生涯期間都住在紐澤西州的特納夫萊，後期則是搬到Nutley居住。

## 個人生活
1970-1976年，麥克道高德在福坦莫大學擔任棒球隊教練。1994年，他安裝了人工耳蝸以改善他的聽力問題。
麥克道高德和他妻子共育有7子，以及14個孫子。2010年11月28日，麥克道高德因為前列腺癌去世，享年82歲。

### 生涯打擊數據
| 出賽場次 | 打席 | 打數 | 得分 | 安打 | 二安 | 三安 | 全壘打 | 打點 | 盜壘 | 保送 | 三振 | 打擊率 | 上壘率 | 長打率 | 觸身球 | 守備率 |
| -------- | ---- | ---- | ---- | ---- | ---- | ---- | ------ | ---- | ---- | ---- | ---- | ------ | ------ | ------ | ------ | ------ |
| 1336     | 5398 | 4676 | 697  | 1291 | 187  | 51   | 112    | 576  | 45   | 559  | 623  | .276   | .356   | .410   | 36     | .975   |

## 外部連結
- 球員資訊和成績在MLB，ESPN，Baseball-Reference，Fangraphs（英文）